# Кремовий пиріг (секс)

Анальний «кремовий пиріг»

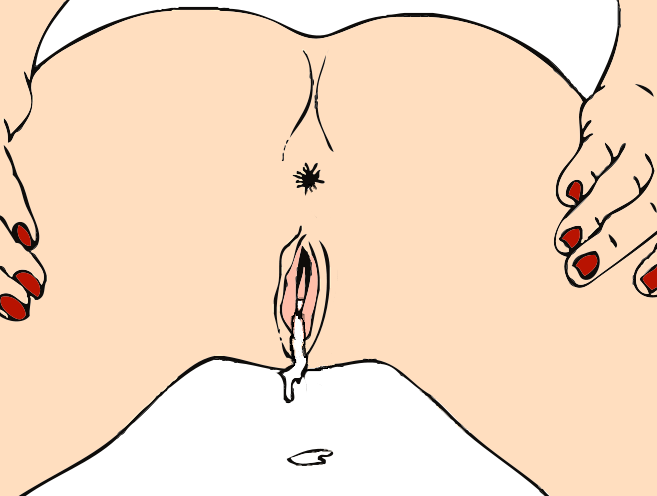
Вагінальний «кремовий пиріг»

Кре́мовий пирі́г (англ. Creampie), також внутрішнє виверження — порно-термін для опису еякуляції у ротову порожнину, всередину ануса або вагіни. Термін з'явився в порнографії на початку 2000-х. Сцени такого характеру стали звичайним явищем в порнографії з початку XXI століття.

## Ризик для здоров'я
Оскільки під час практики не використовуються засоби безпечного сексу, вона підвищує ризики зараження хворобами, що передаються статевим шляхом та може призвести до небажаної вагітності.